# Larbaa (Blida)
Larbaa (în arabă الاربعاء) este o comună din provincia Blida, Algeria.
Populația comunei este de 83.819 locuitori (2008).